# پرگا
پرگا (به ترکی استانبولی: Perga) یک شهر، محوطه باستانی و شهر باستانی در ترکیه است که در آق‌سو، آنتالیا واقع شده‌است.